# Ull d'àngel
L'ull d'àngel o adonis de tardor (Adonis annua), (sinònims: Adonis autumnalis L., Adonis phoenicea Bercht. i J.Presl.) és una planta medicinal i ornamental originària d'Àfrica, Àsia, i Europa. També pot rebre els noms de bolig, boligs, gota de sang, goteta de sang, ull de perdiu i ulls d'àngel, addicionalment s'ha recollit les variants lingüístiques bolits i bulit.

## Descripció
Fa de 10 a 50 cm d'alçada, amb flors terminals, solitàries, d'un vermell intens. Les flors arriben a fer 4 cm de diàmetre (i més en les varietats ornamentals), i tenen 8 pètals de forma oval.
Les fulles són plomoses.
El fruit és un poliaqueni sobre un receptacle allargat.